# Turkestaanse steppegaai
De Turkestaanse steppegaai (Podoces panderi) is een zangvogel uit de familie van de kraaien (Corvidae). Deze vogel is genoemd naar de Lets/Russische bioloog Heinz Christian Pander (1794-1865). 

## Verspreiding en leefgebied
De soort komt voor van Turkmenistan tot Kazachstan en telt twee ondersoorten:
- P. p. panderi: Turkmenistan en centraal Oezbekistan.
- P. p. ilensis: oostelijk-centraal Kazakhstan.

## Status
De grootte van de populatie is niet gekwantificeerd maar de soort wordt omschreven als vrij talrijk in woestijnachtige gebieden. Op de Rode lijst van de IUCN heeft deze soort de status niet bedreigd.